# Samsung Galaxy M33 5G
Samsung Galaxy M33 5G  — смартфон среднего уровня, разработанный Samsung Electronics, входящий в серию Galaxy M. Анонсирован 4 марта 2022 года вместе с Samsung Galaxy M23 5G, Samsung Galaxy A13 и Samsung Galaxy A23.

## Дизайн
Экран выполнен из стекла Corning Gorilla Glass 5. Задняя панель и боковая часть выполнены из матового пластика.
Сзади смартфон похож на Samsung Galaxy M53 5G.
Снизу находятся разъем USB-C , динамик, микрофон и 3.5 мм аудиоразъем. Сверху расположен второй микрофон. С левой стороны расположен слот под 2 SIM-карты и карта памяти формата microSD до 1 ТБ. Справа расположены кнопки регулировки громкости и кнопка блокировки смартфона, в которую встроен сканер отпечатков пальцев.
Samsung Galaxy M33 5G продается в 3 цветах: синем, зеленом и коричневом .

## Технические характеристики

### Аппаратное обеспечение

#### Платформа
Устройство получило процессор Samsung Exynos 1280 и графический процессор Mali-G68.

#### Аккумулятор
Международная версия получила аккумуляторную батарею емкостью 5000 мАч, а индийская - 6000 мАч.  Также присутствует поддержка быстрой зарядки мощностью 25 Вт.

#### Камера
Смартфон получил основную квадрокамеру 50 Мп, f/ 1.8 ( широугольный ) с фазовым автофокусом + 5 Мп, f/ 2.2 (ультраширокоугольный) с углом обзора 123° + 2 Мп, f/ 2.4 (макро) + 2 Мп, f/ 2 глубины).  Основная камера умеет записывать видео в разрешении 4K @30fps. Фронтальная камера получила разрешение 8 Мп, диафрагму f/ 2.2 (широкоугольная) и способность записи видео в разрешении 1080p 30fps.

#### Экран
Экран TFT LCD, 6.6", FullHD+ (2408×1080) с плотностью пикселей 400 ppi, соотношением сторон 20:9, частотой обновления экрана 120 Гц и Infinity-V (каплевидным) вырезом под фронтальную камеру.

#### Память
Смартфон продается в комплектациях 6/128 и 8/128 ГБ.  

### Программное обеспечение
Смартфон был выпущен на One UI 4.1 на базе Android 12.